# Joel Sánchez
Joel Sánchez. född den 15 september 1966, är en före detta mexikansk friidrottare som tävlade i gång.
Sánchez deltog vid Olympiska sommarspelen 1988 på 20 km gång men blev diskvalificerad. Han deltog även vid VM 1991 men då fullföljde han inte tävlingen. Vid Olympiska sommarspelen 1992 slutade han på 29:e plats på 20 km gång.
Vid VM 1997 i Aten hamnade han på en sextonde plats och vid VM 1999 avbröt han tävlingen fast då på den längre distansen 50 km gång.
Hans karriär stora framgång blev Olympiska sommarspelen 2000 då han slutade på en tredje plats på 50 km gång bara slagen av Robert Korzeniowski och Aigars Fadejevs.